# Fluffer

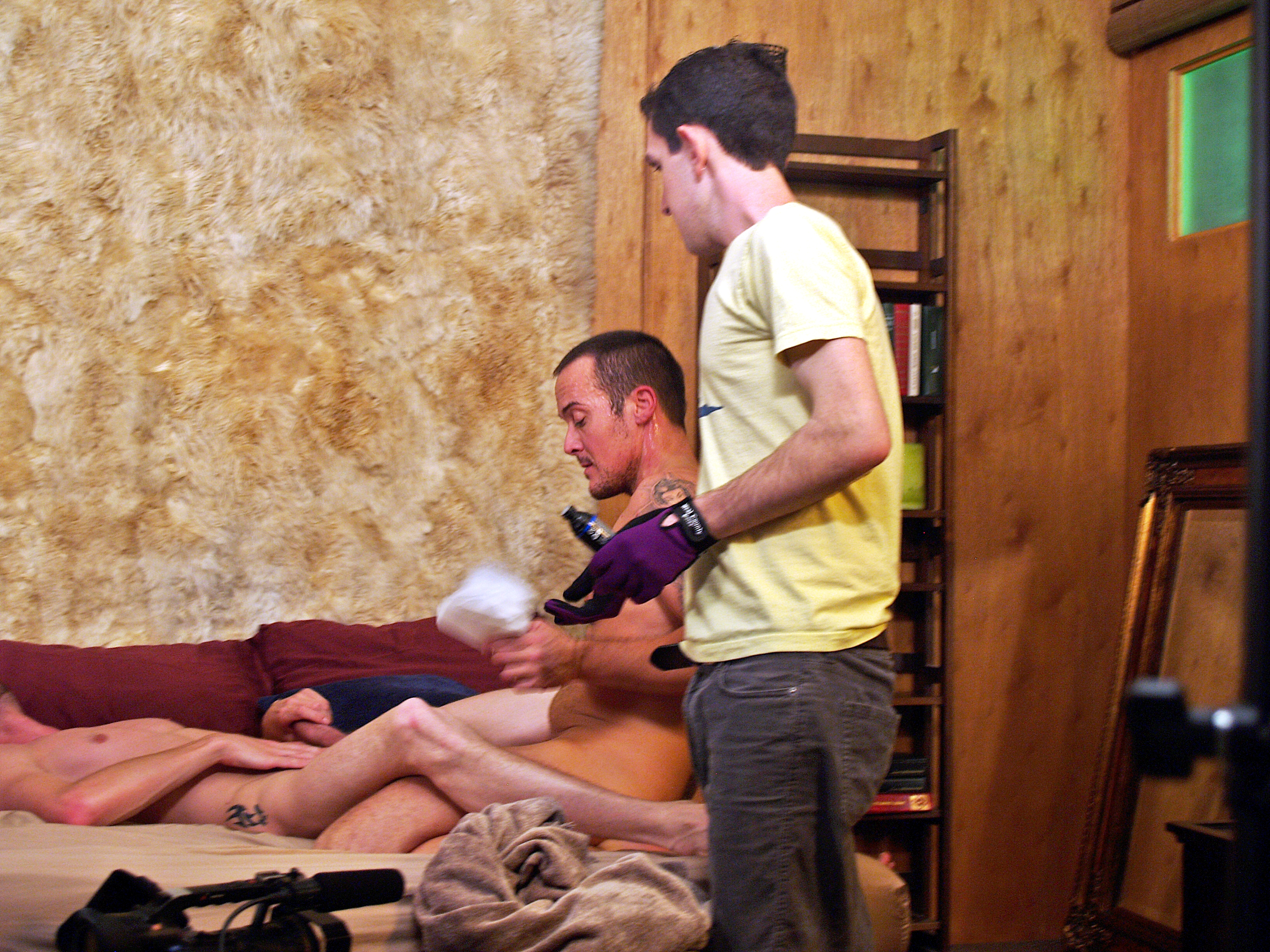
Un dérameur, 2008

Un dérameur (ou fluffer en anglais) est l'employé d'une équipe de production de film pornographique dont le rôle est d'éveiller les sens des acteurs masculins afin de leur permettre de jouer les scènes dans lesquelles ils doivent être en érection.

## Utilisation
Aujourd'hui, beaucoup de stars du porno prétendent que les dérameurs sont une chose du passé dont on avait besoin dans les années 1970 et 1980[réf. nécessaire] quand l'équipe de production, qui tournait avec des pellicules, avait besoin de beaucoup plus de temps pour préparer la scène. Plus récemment, les médicaments pour pallier la dysfonction érectile, comme le Viagra, ont également contribué à cette tendance.
Un dérameur a aussi la tâche de nettoyer les acteurs entre chaque scène ou pendant les séances de photographie afin que les acteurs n'aient pas à bouger ou changer de position. Ces tâches font partie intégrante du département du maquillage. Après s'être installé dans l'angle désiré, le réalisateur demande aux acteurs de garder la position et appelle les dérameurs pour « déramer » les acteurs pour le tournage.
Brittany Andrews a dit que les dérameurs sont maintenant utilisés uniquement dans les scènes de « gang bang »[réf. nécessaire]. En revanche, David Gordon fait appel à des dérameurs pour chacun des films qu'il dirige[réf. nécessaire].

## Productions
Deux films portent le titre « The Fluffer ». Le premier est une production de 2001 qui raconte l'histoire d'un homme bisexuel amoureux d'un acteur de films pornographiques homosexuels, hétérosexuel dans la vie ; en 2003 sortit une comédie (court métrage de 4 minutes).